# Glyphochloa
Glyphochloa es un género de plantas herbáceas de la familia de las poáceas. Es originario de la India.

## Especies
- Glyphochloa acuminata (Hack.) Clayton
  -     - Glyphochloa acuminata var. acuminata
    - Glyphochloa acuminata var. stocksii (Hook. f.) Clayton
    - Glyphochloa acuminata var. woodrowii (Bor) Clayton
- Glyphochloa divergens (Hack.) Clayton
  -     - Glyphochloa divergens var. divergens
    - Glyphochloa divergens var. hirsuta (C.E.C. Fisch.) Clayton
- Glyphochloa forficulata (C.E.C. Fisch.) Clayton
- Glyphochloa goaensis (Rao & Hemadri) Clayton
- Glyphochloa henryi Janarth.,
- Glyphochloa mysorensis (Jain & Hemadri) Clayton
- Glyphochloa ratnagirica (Kulk. & Hemadri) Clayton
- Glyphochloa santapaui (Jain & Desh.) Clayton
- Glyphochloa talbotii (Hook. f.) Clayton